# Vall de Gallinera
Vall de Gallinera är en kommun i Spanien.   Den ligger i provinsen Provincia de Alicante och regionen Valencia, i den östra delen av landet, 300 km sydost om huvudstaden Madrid. Antalet invånare är 676. Arean är 54 kvadratkilometer. Vall de Gallinera gränsar till Adsubia, Lorcha, Planes, La Vall d'Alcalà, Vall d'Ebo och Villalonga. 
Terrängen i Vall de Gallinera är huvudsakligen kuperad.